# Requiem c-Moll (Cherubini)
1815, zum 23. Jahrestag der Hinrichtung von Ludwig XVI., komponierte der italienische Komponist Luigi Cherubini sein Requiem Nr. 1 in c-Moll für gemischten Chor und Orchester.
Die Uraufführung am 21. Januar 1817 war ein großer Erfolg, und das Werk wurde auch später von Komponisten wie Brahms und Schumann bewundert. Ludwig van Beethoven, der Cherubini sehr verehrte, wünschte sich, dieses Requiem bei seiner eigenen Beisetzung aufführen zu lassen. Auffallend ist, dass Solopartien fehlen und dass es im Introitus und Kyrie keine hohen Orchesterstimmen gibt.
Der damalige Erzbischof von Paris Hyacinthe-Louis de Quélen kritisierte 1834 an dem Werk, dass auch Frauenstimmen vorgesehen waren, und untersagte eine Aufführung anlässlich einer Trauermesse in Paris. Deshalb komponierte Cherubini dann ein zweites Requiem nur für Männerstimmen (siehe Requiem d-Moll (Cherubini)).

## Unterteilung
1. Introitus et Kyrie
2. Graduale
3. Sequentia
  - Dies irae
  - Recordare
  - Lacrimosa
4. Offertorium
  - Domine Jesu Christe
  - Quam olim Abrahae
  - Hostias
5. Sanctus et Benedictus
6. Pie Jesu
7. Agnus Dei et Communio

Die Aufführung dauert etwa 50 Minuten.

## Besetzung
- Chor
  - Sopran
  - Tenor
  - Alt
  - Bass
- Holzbläser
  - 2 Oboen
  - 2 Klarinetten
  - 2 Fagotte
- Blechbläser
  - 2 Hörner
  - 2 Trompeten
  - 3 Posaunen
- Schlaginstrumente
  - Pauke
  - Tamtam
- Streicher
  - Violinen I + II
  - Violen I + II
  - Cello
  - Kontrabass

## Diskographie
- 1950: Robert Shaw Chorale (Chorleiter: Robert Shaw); NBC Symphony Orchestra; Arturo Toscanini - (RCA Victor)
- 1952: Coro e Orchestra dell’Accademia Nazionale di Santa Cecilia; Carlo Maria Giulini - (La voce del padrone)
- 1960: Roger Wagner Chorale; Royal Philharmonic Orchestra; Roger Wagner - (Angel Records)
- 1961: Coro e Orchestra Filarmonica del Teatro Verdi di Trieste; Luigi Toffolo - (Philips)
- 1978: Chor und Symphonieorchester des Österreichischen Rundfunks; Lamberto Gardelli - (Philips)
- 1980: The Ambrosian Singers (Chorleiter: John McCarthy); Philharmonia Orchestra; Riccardo Muti - (EMI Classics)
- 2007: Boston Baroque; Martin Pearlman - (Telarc)